# Yury Patrikeyev
Yury Nikolayevich Patrikeyev (en arménien Յուրի Նիկոլաևիչ Պատրիկեև, né le 28 septembre 1979 à Kirovo-Tchepetsk) est un lutteur arménien d'origine russe, spécialiste de la lutte gréco-romaine.

## Palmarès

### Jeux olympiques
- Jeux olympiques d'été de 2008 :  médaille de bronze en moins de 120 kg (pour l'Arménie)

### Championnats du monde
- Championnats du monde de lutte 2002 :  médaille de bronze en moins de 120 kg (pour la Russie)
- Championnats du monde de lutte 2007 :  médaille de bronze en moins de 120 kg (pour l'Arménie)
- Championnats du monde de lutte 2010 :  médaille d'argent en moins de 120 kg (pour l'Arménie)

### Championnats d'Europe
- Championnats d'Europe de lutte 2002 :  médaille d'or en moins de 120 kg (pour la Russie)
- Championnats d'Europe de lutte 2004 :  médaille d'or en moins de 120 kg (pour la Russie)
- Championnats d'Europe de lutte 2008 :  médaille d'or en moins de 120 kg (pour l'Arménie)
- Championnats d'Europe de lutte 2009 :  médaille d'or en moins de 120 kg (pour l'Arménie)
- Championnats d'Europe de lutte 2011 :  médaille de bronze en moins de 120 kg (pour l'Arménie)
- Championnats d'Europe de lutte 2012 :  médaille de bronze en moins de 120 kg (pour l'Arménie)